# 乳香の土地
乳香の土地（にゅうこうのとち）は、ユネスコの世界遺産登録物件の一つである。古来、奢侈品の一つであった乳香の交易で栄えたアラビア半島南部に残る遺跡のうち、オマーンのドファール特別行政区内にあるオアシス都市遺跡、港湾遺跡、交易路跡やニュウコウジュ（Boswellia sacra）の群生地が登録対象となっている。シスルの緩衝地帯にはヤシも生えている。

## 登録対象

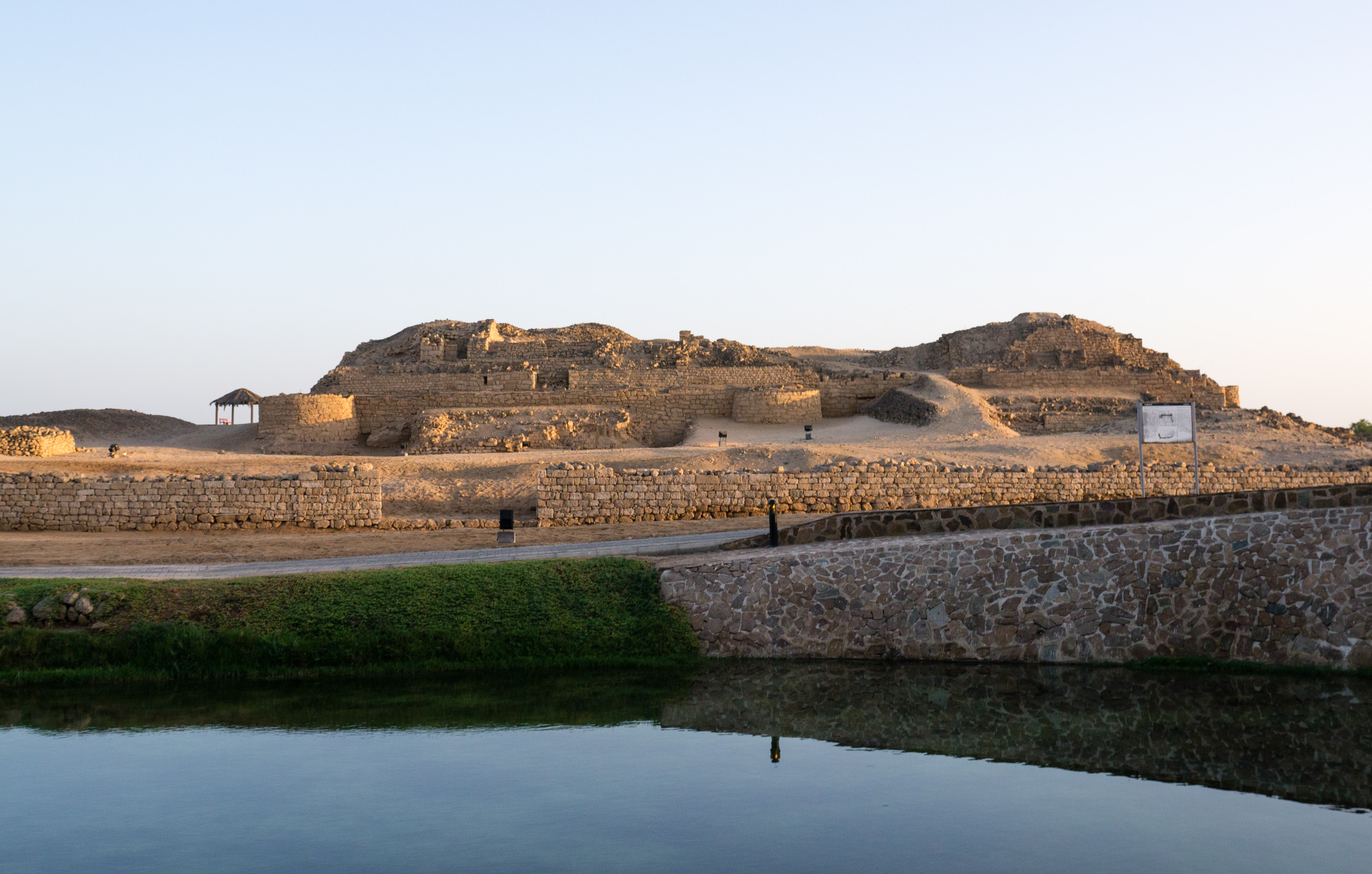
アル＝バリードの遺跡地区

登録対象となっているのは以下の通りである。
シスルの考古遺跡（Archaeological site of Shisr, ID1010-001）
シスルは交易路上に存在していたオアシス都市の遺跡である。紀元前2世紀頃には栄えていた様であるが、西暦3世紀には交易上の要衝ではなくなっていた。要塞の壁の遺構が今も残っている。世界遺産としての面積は 0.36 ha、緩衝地帯は 176.339996 haである。
ホール・ルーリの考古遺跡と自然環境（Archaeological site and natural environment of Khor Rori, ID1010-002）
紀元前1世期末にLL'ad Yalutによって建造された港で、当時の乳香の交易に使われていた。当時の要塞跡などが残っている。世界遺産としての面積は 3.128 ha、緩衝地帯は 1018.771301 haである。
アル＝バリードの考古遺跡（Archaeological site of al-Balid, ID1010-003）
アル＝バリードは鉄器時代（紀元前1300年 - 前300年）に遡る港町の遺跡である。歴史的には様々な名前で呼ばれていた。西暦12世紀頃までは栄えていたため、中世のモスクの遺構なども発掘されている。世界遺産としての面積は 50 ha、緩衝地帯は 48.200001 haである。
ワジ・ダウカの乳香公園（Frankencense Park of Wadi Dawkah, ID1010-004）
ワジ・ダウカは、ワジの低地帯にニュウコウジュの生い茂る土地で、紀元前3千年紀には始まっていた乳香の交易において、重要な産地となっていた。世界遺産としての面積は 796.400024 ha である。

## 登録年・名称
2000年に世界遺産に登録された。登録に際しては、古代の乳香交易の様子と中世の要塞の様子とを今に伝える、優れた遺跡群であることが評価された。文化遺産としてのカテゴリは、「サイト群」（group of sites）および「文化的景観」である。
登録当初の名称は「乳香の交易路」（The Frankincense Trail / La route de l'encens）だったが、2005年に現在の登録名に変更された。

### 登録基準
この世界遺産は世界遺産登録基準のうち、以下の条件を満たし、登録された（以下の基準は世界遺産センター公表の登録基準からの翻訳、引用である）。
- (3) 現存するまたは消滅した文化的伝統または文明の、唯一のまたは少なくとも稀な証拠。
- (4) 人類の歴史上重要な時代を例証する建築様式、建築物群、技術の集積または景観の優れた例。